# Romoșel
Romoșel – wieś w Rumunii, w okręgu Hunedoara, w gminie Romos. W 2011 roku liczyła 587 mieszkańców.